# H&Q코리아
H&Q코리아는 대한민국의 사모투자 회사이다.

## 역사
1998년 국내에 진출한 H&Q아시아퍼시픽의 서울 사무소가 2005년에 분사하면서 시작되었으며 누적 투자 운용자산(AUM)은 2조5000억원이며 누적 내부수익률(IRR)은 약 19%이다.

## 투자 기업
- 잡코리아
- 케이에스넷
- 일동제약
- 하이마트
- 플레이타임
- 한국OGK
- HK이노엔[3]
- 티앤에프글로벌[4]

## 재무적투자자
국민연금, 교직원공제회, 사학연금